# Harry Akst
Harry Akst (New York, 15 agosto 1894 – Hollywood, 31 marzo 1963) è stato un cantautore statunitense.

## Carriera
Ha iniziato la sua carriera come pianista negli spettacoli di vaudeville, accompagnando artisti come Nora Bayes, Frank Fay e Al Jolson. 
Suo è, tra l'altro, il brano Baby Face (1926).
Ha scritto canzoni per Bing Crosby, Ethel Waters, Fats Waller, Louis Armstrong, Sam Donahue, Sam M. Lewis e Joe Young. Questi ultimi due artisti hanno cantato, nel 1925, il suo brano Dinah.
Tra i suoi accreditamenti cinematografici vi sono Ragazze d'America (1929), No, No, Nanette, Poker d'amore, Il trionfo della vita (1934), Primo amore e Song of the Flame (1930).
Ha lavorato a Broadway negli anni '20, mentre negli '30 è stato maggiormente impegnato a Hollywood. Appare nel film Quarantaduesima strada, in cui interpreta il pianista Gerry.
Morto nel 1963 all'età di 69 anni, è stato inserito nel 1983 nella Songwriters Hall of Fame.